# Tim Flannery
Timothy Fridtjof Flannery (1956. január 28. –) ausztrál tudós, őslénytan kutató, mammalógus, természetvédő és a globális felmelegedés elméletének aktivistája. A The New York Times Review of Books-ban és a The Times Literary Supplement-ben publikálják írásait. A BBC rádióműsoraiban hallhatjuk hangját. Ausztráliában, Adelaide-ben él. A South Australian Museum igazgatója és a University of Adelaide professzora.
2007-ben elnyerte az "Év Ausztrálja" címet. A 2006-ban megjelent Időjárás-csinálók című könyvében kiemeli, hogy közeledünk a globális éghajlati fordulóponthoz (2015 környéke), mely olyan történelmi időpont, ahonnan az emberiség már nem képes visszafordítani a felmelegedési folyamatokat. Számításai szerint képesek vagyunk a fennmaradásunkhoz szükséges 70%-os szén-dioxid kibocsátás csökkentésére. Az emberiség két irány közül választhat: az egyik, amikor nagy beruházásokkal szélfarmokat telepítenek (esetleg atomerőműveket), a másik, amikor minden egyes polgár a saját szükségletére energiát állít elő többek között napelemekből (házak tetejének, falának PV borítása). Könyvében kitér a Globális Klímakoalíció tevékenységére, azokra a folyamatokra, melyek dezinformálják, becsapják az embereket, aképpen, hogy az olajlobbi emberei a kutatók tanulmányait cenzúrázzák. James Hansen-ről elismerően, tisztelettel ír. 
Ausztráliát különösen érinti a globális felmelegedés, hiszen ott még inkább, mint Magyarországon egyre szárazabb az éghajlat. Ausztráliában 2000 óta tartó esőhiány rekordokat döntöget, ehhez járulnak hozzá a hőrekordok. A kiszáradt terület kiterjedése egyre növekszik.
Dr. Tim Flannery tagja annak a bizottságnak, mely a Sir Richard Branson és Al Gore-féle, a szén-dioxid légkörből való kivonására kiírt pályázatot fogja elbírálni. A pályázatra beérkező anyagokat továbbá James E. Hansen, James Lovelock, és Sir Crispin Tickell fogja értékelni.

## Magyarul
- Időjárás-csinálók. Hogyan változtatja meg az ember a Föld klímáját, és milyen hatással van mindez az életre?; ford. Kovács Tibor; Akkord, Bp., 2006 (Bolygónk jövője)

## Bibliográfia
- Tim Flannery, The Weather Makers: The History & Future Impact of Climate Change, ISBN 1-920885-84-6 (magyar) Időjárás-csinálók : hogyan változtatja meg az ember a Föld klímáját, és milyen hatással van mindez az életre? / Tim Flannery ; (ford. Kovács Tibor). – (Budapest) : Akkord, cop. 2006. – 350 p. : ill. ; 24 cm. – (Bolygónk jövője, ISSN 1788-5876). – Egys. cím: The weather makers. – Bibliogr.: p. 327-341. – ISBN 963-9429-94-5
- Tim Flannery (1994), The Future Eaters: An Ecological History of the Australasian Lands and People, ISBN 0-8021-3943-4 ISBN 0-7301-0422-2
- Tim Flannery, The Eternal Frontier: An Ecological History of North America and its Peoples, ISBN 0-8021-3888-8
- Tim Flannery, Throwim Way Leg: An Adventure, ISBN 1-876485-19-1
- Tim Flannery, Country: a continent, a scientist & a kangaroo, ISBN 1-920885-76-5
- Tim Flannery & Peter Schouten, A Gap in Nature, ISBN 1-876485-77-9
- Tim Flannery & Peter Schouten, Astonishing Animals, ISBN 1-920885-21-8
- Tim Flannery, We Are the Weather Makers, ISBN 1-921145-34-X

## Külső hivatkozások
- Életrajz
- Another ABC Australia – életrajz
- Időjárás-csinálók könyvének honlapja
- The Virgin Earth Challenge-nek a 25 millió dolláros pályázata